# مارتن برينان
مارتن برينان (بالإنجليزية: Martin Brennan)‏ (14 سبتمبر 1982 في المملكة المتحدة - ) هو لاعب كرة قدم بريطاني في مركز حراسة المرمى. لعب مع تشارلتون أثلتيك وستيفيناغ بوروه وكامبريدج يونايتد وداغنهام وريدبريدج وويلينج يونايتد.

## وصلات خارجية
- مارتن برينان على موقع قاعدة بيانات كرة القدم.إي يو (الإنجليزية)
- مارتن برينان على موقع Soccerbase.com (لاعب) (الإنجليزية)
- مارتن برينان على موقع Soccerway.com (الإنجليزية)